# UGC 105
UGC 105 es una galaxia lenticular localizada en la constelación de Pegaso.